# Ilan Volkov
Ilan Volkov (hebräisch אילן וולקוב; geboren am 8. September 1976 in Tel Aviv, Israel) ist ein israelischer Dirigent.

## Leben
Der Sohn des Konzertpianisten Alexander Volkov und der Historikerin Shulamit Volkov erhielt bereits als Kind eine Violinausbildung und studierte dann Violine bei Chaim Taub, dem Leiter des Israel Philharmonic Orchestra, Klavier bei seinem Vater und Komposition bei Abel Ehrlich. Von 1991 bis 1993 studierte er an der Rubin Academy of Music in Jerusalem Dirigieren bei Mendi Rodan und besuchte dann die Royal Academy of Music in London. Ilan Volkov ist verheiratet mit der israelischen Pianistin, Sängerin und Komponistin Maya Dunietz.
1995 wurde er Young Conductor in Association der Northern Sinfonia, 1997 Chefdirigent des London Philharmonic Youth Orchestra. 1999 ernannte ihn Seiji Ozawa zu seinem Assistenten beim Boston Symphony Orchestra.
2003 folgte er Osmo Vänskä als jüngster Chefdirigent des BBC Scottish Symphony Orchestra in dessen Geschichte nach. 2004 wurde er von der Royal Philharmonic Society als Young Musician of the Year ausgezeichnet.
Neben dieser Tätigkeit trat Volkov auch als Gastdirigent u. a. mit dem Cleveland Orchestra, dem Danish National Symphony Orchestra, dem Orchestre Philharmonique de Radio France und dem National Symphony Orchestra Washington auf. Er arbeitete mit Solisten wie Daniel Barenboim, Mstislaw Rostropowitsch, Emanuel Ax, Viktoria Mullova, Heinrich Schiff, Thomas Zehetmair, Christian Tetzlaff und Stephen Kovacevich.
In San Francisco dirigierte Volkov 2004 Tschaikowskis Eugen Onegin, an der Glyndebourne Festival Opera 2006 Brittens A Midsummernight’s Dream. In Tel Aviv ist er am Projekt Levontin 7 beteiligt, das sich der Verbindung von klassischer Musik mit Jazz, Rock und elektronischer Musik widmet.
Bis 2009 war er Chefdirigent beim BBC Scottish Symphony Orchestra, seitdem wirkt er dort als Erster Gastdirigent.
2011 bis 2014 war er Musikdirektor und Chefdirigent des Isländischen Sinfonieorchesters. Zum Abschluss seiner Amtszeit debütierte er mit dem Orchester bei den BBC Proms.
Seit 2012 leitet er das von ihm in Reykjavík und Glasgow begründete Tectonics Festival, das experimentelle, elektronische Musik mit Improvisation, Folk, Weltmusik und neuem Hip-Hop verbindet und mittlerweile auch in Adelaide, Oslo, New York, Tel Aviv, London, Krakau and Athen gastiert.
Als Gastdirigent ist er an der San Francisco Opera, beim Glyndebourne Festival, an der Washington National Opera, am Théâtre du Capitole Toulouse, an der Israeli Opera, am Lincoln Center New York, an der Staatsoper Stuttgart, beim Festival Wien Modern und an der Elbphilharmonie Hamburg tätig.